# Brigitte Zypries

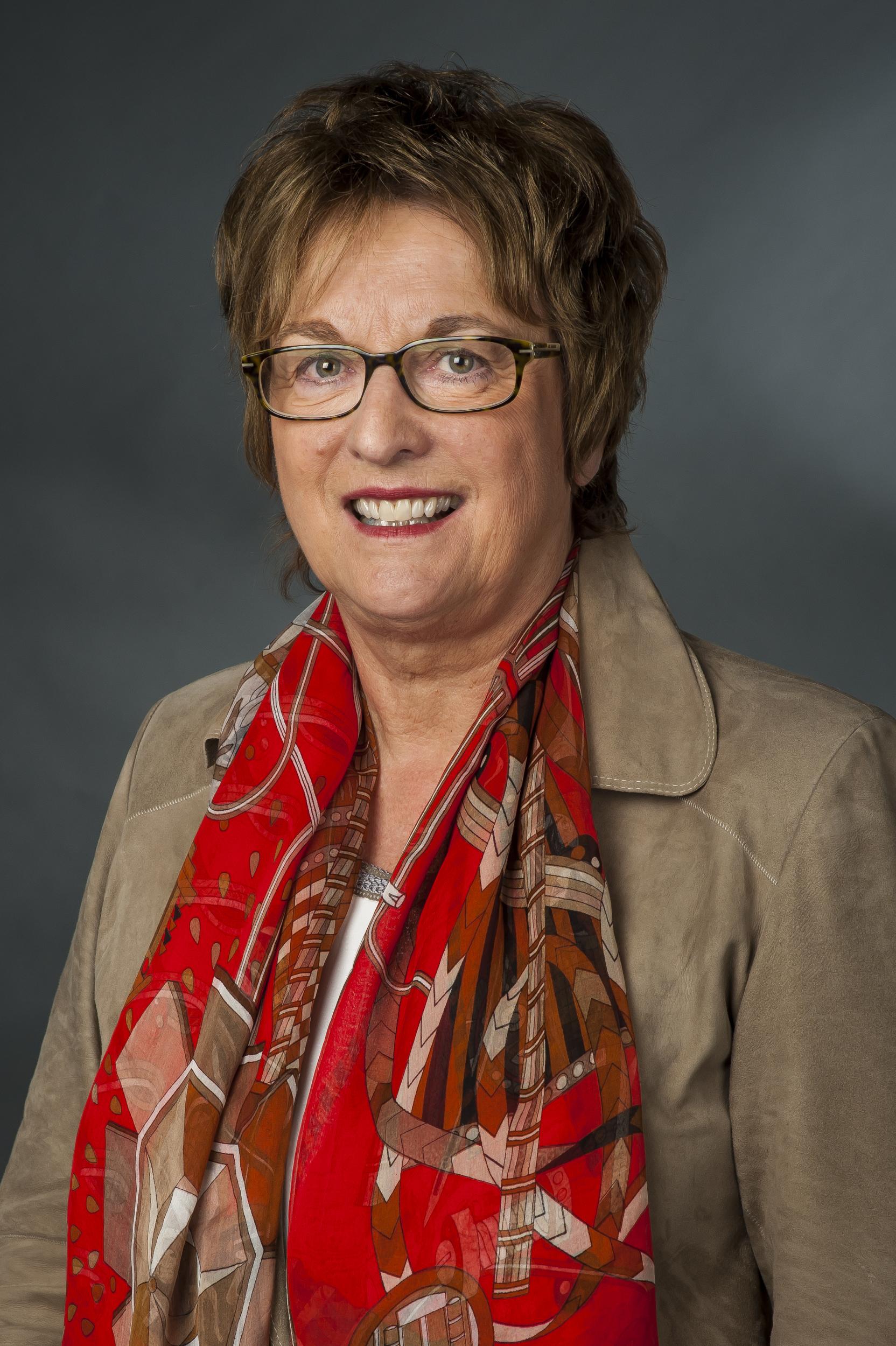
Brigitte Zypries.

Brigitte Zypries (Kassel, 16 de novembro de 1953) é uma política alemã, filiada ao SPD e é actualmente a ministra da economia e tecnologia da Alemanha. Ela também serviu, entre 2002 e 2009, como Ministra da Justiça. É licenciada em direito, formada na Universidade de Giessen.